# Omid Norouzi
Pour les articles homonymes, voir Norouzi.
Omid Norouzi est un lutteur iranien né le 18 février 1986 à Chiraz.

## Carrière

### Championnats du monde
- Médaille d'or en lutte gréco-romaine dans la catégorie des moins de −60 kg en 2011

### Jeux olympiques
- Jeux olympiques
  -  Médaille d'or en lutte gréco-romaine dans la catégorie des moins de −60 kg en 2012